# 盧卡 (埃米利奇涅區)
50°55′27″N 27°31′46″E / 50.92417°N 27.52944°E
盧卡（烏克蘭語：Лука），是烏克蘭北部的村莊，隸屬日托米爾州的茲維亞赫爾區。該村面積0.6平方公里，海拔高度203米，2001年人口129，人口密度每平方公里216.44人。